# 황성준
황성준(1983년 5월 1일 ~ )은 대한민국의 배우이다.

## 출연작

### 영화
- 《통증》 (2011년) - 형사 역[3]
- 《미운오리새끼》 (2012년) - 취사병 역
- 《친구 2》 (2013년) - 귀걸이 역
- 《극비수사》 (2015년) - 중부형사 2 역
- 《날, 보러와요》 (2016년) - 교도관 1 역
- 《원라인》 (2017년) - 피해자 1 역
- 《리얼》 (2017년) - 밀실클럽 중독자 역
- 《1987》 (2017년) - 신발가게 백골단 역
- 《이,기적인 남자》 (2018년) - 석이 역
- 《좋은 날》 (2018년)
- 《힘을 내요, 미스터 리》 (2019년) - 조직원 1 역
- 《요가학원: 죽음의 쿤달리니》 (2020년) - 최 비서 역
- 《소방관》 (2024년) - 현수 역

### 드라마
- 《친구, 우리들의 전설》 (2009년, MBC)
- 《신분을 숨겨라》 (2015년, tvN) - 박충식 역
- 《나청렴의원 납치사건》 (2016년, SBS) - 상철 역

### 연극
- 《극적인하룻밤》(2019년) - 한정훈 역
- 《쉬어매드니스》(2016년) - 오준수 역
- 《쉘 위 키스》
- 《처음뵙겠습니다》

### 뮤지컬
- 《당신만이》(2018년) - 강봉식 역
- 《친정엄마》
- 《찬스》
- 《스노우 드롭》